# Івановська (Тарногський район)
Іва́новська (рос. Ивановская) — присілок у складі Тарногського району Вологодської області, Росія. Входить до складу Ілезського сільського поселення.

## Населення
Населення — 3 особи (2010; 16 у 2002).
Національний склад (станом на 2002 рік):
- росіяни — 94 %